# Marcel Lomnický
Marcel Lomnický (ur. 6 lipca 1987 w Nitrze) – słowacki lekkoatleta specjalizujący się w rzucie młotem.
W 2004 odpadł w eliminacjach mistrzostw świata juniorów, a rok później był ósmy na juniorskich mistrzostwach Europy. Ustanawiając rekord Słowacji juniorów zdobył w Pekinie brąz mistrzostw świata juniorów (2006). Na mistrzostwach Europy do lat 23 w 2007 był trzeci, a na imprezie tej rangi dwa lata później zajął szóstą lokatę. Ósmy młociarz uniwersjady (2009). Nie udało mu się awansować do finału mistrzostw Europy w Barcelonie. Wicemistrz uniwersjady w Shenzhen w 2011. Złoty medalista (w drużynie) igrzysk europejskich (2015) – indywidualnie zwyciężył w rzucie młotem z wynikiem 75,41. Piąty zawodnik konkursu olimpijskiego w Rio de Janeiro (2016). Medalista mistrzostw Słowacji, mistrzostw NCAA oraz reprezentant kraju na drużynowych mistrzostwach Europy.
Jego siostra – Nikola także uprawia rzut młotem.

## Osiągnięcia
| Rok  | Impreza                                  | Miejsce        | Lokata               | Wynik |
| ---- | ---------------------------------------- | -------------- | -------------------- | ----- |
| 2005 | Mistrzostwa Europy juniorów              | Kowno          | 8. miejsce           | 70,49 |
| 2006 | Mistrzostwa świata juniorów              | Pekin          | 3. miejsce           | 77,06 |
| 2007 | Młodzieżowe mistrzostwa Europy           | Debreczyn      | 3. miejsce           | 72,17 |
| 2009 | Uniwersjada                              | Belgrad        | 6. miejsce           | 70,37 |
| 2009 | Młodzieżowe mistrzostwa Europy           | Kowno          | 6. miejsce           | 70,59 |
| 2010 | Mistrzostwa Europy                       | Barcelona      | el. – 24. miejsce    | 68,22 |
| 2011 | Uniwersjada                              | Shenzhen       | 2. miejsce           | 73,90 |
| 2011 | Mistrzostwa świata                       | Daegu          | el. – 20. miejsce    | 72,68 |
| 2012 | Mistrzostwa Europy                       | Helsinki       | 11. miejsce          | 73,41 |
| 2012 | Igrzyska olimpijskie                     | Londyn         | el. – 15. miejsce    | 74,00 |
| 2013 | Uniwersjada                              | Kazań          | 2. miejsce           | 78,73 |
| 2013 | Mistrzostwa świata                       | Moskwa         | 8. miejsce           | 77,57 |
| 2014 | Mistrzostwa Europy                       | Zurych         | 7. miejsce           | 76,89 |
| 2015 | III liga drużynowych mistrzostw Europy   | Baku           | 1. miejsce           | 75,41 |
| 2015 | Mistrzostwa świata                       | Pekin          | 8. miejsce           | 75,79 |
| 2016 | Mistrzostwa Europy                       | Amsterdam      | 5. miejsce           | 75,84 |
| 2016 | Igrzyska olimpijskie                     | Rio de Janeiro | 5. miejsce           | 75,97 |
| 2017 | II liga drużynowych mistrzostw Europy    | Tel Awiw       | 2. miejsce           | 73,26 |
| 2017 | Mistrzostwa świata                       | Londyn         | el. – 13. miejsce    | 74,26 |
| 2018 | Puchar Europy w rzutach                  | Leiria         | 2. miejsce           | 75,97 |
| 2018 | Mistrzostwa Europy                       | Berlin         | 11. miejsce          | 72,74 |
| 2019 | Puchar Europy w rzutach                  | Šamorín        | 4. miejsce           | 76,01 |
| 2019 | I liga drużynowych mistrzostw Europy     | Sandnes        | 5. miejsce           | 71,99 |
| 2019 | Mistrzostwa świata                       | Doha           | el. – 18. miejsce    | 73,51 |
| 2021 | II liga drużynowych mistrzostw Europy    | Stara Zagora   | 1. miejsce           | 76,18 |
| 2021 | Igrzyska olimpijskie                     | Tokio          | el. – 24. miejsce    | 72,52 |
| 2023 | Puchar Europy w rzutach                  | Leiria         | 2. miejsce (grupa B) | 71,44 |
| 2023 | II dywizja drużynowych mistrzostw Europy | Chorzów        | 6. miejsce           | 71,69 |
| 2024 | Mistrzostwa Europy                       | Rzym           | el. – 30. miejsce    | 68,15 |
| 2025 | Puchar Europy w rzutach                  | Nikozja        | 7. miejsce (grupa B) | 70,08 |
| 2025 | II dywizja drużynowych mistrzostw Europy | Maribor        | 5. miejsce           | 71,30 |

## Rekordy życiowe
- Rzut młotem – 79,19 (27 czerwca 2021, Trnawa)
- Rzut ciężarem (hala) – 23,05 (3 lutego 2012, Blacksburg)